# Mountain West Conference (pallavolo)
La Mountain West Conference è una delle 32 conference di pallavolo femminile affiliate alla NCAA Division I, la squadra vincitrice accede di diritto al torneo NCAA.

## I college membri

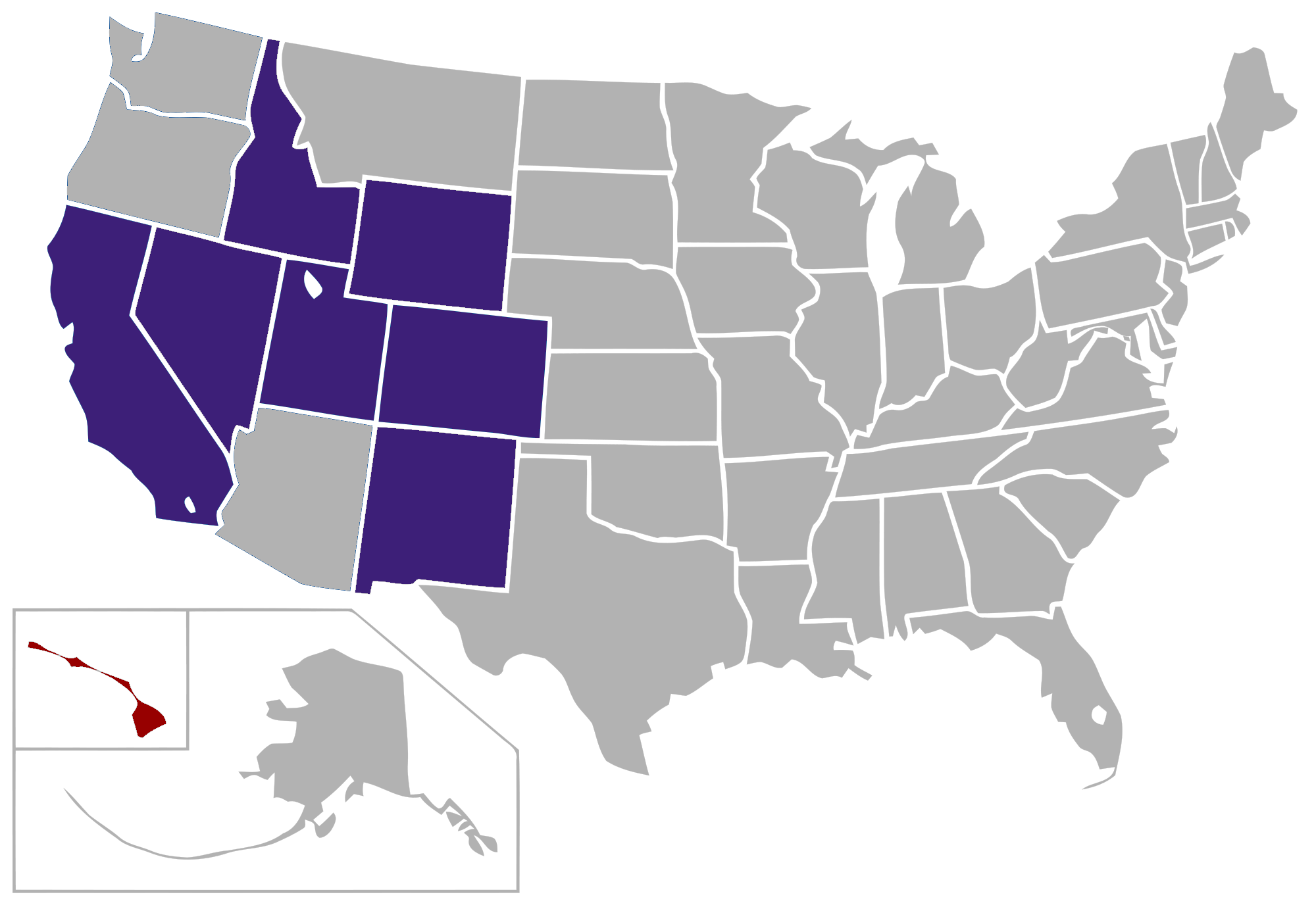

| Squadra              | Sede             | Stato         | Fondazione | Soprannome | Affiliazione |
| -------------------- | ---------------- | ------------- | ---------- | ---------- | ------------ |
| Boise State          | Boise            | Idaho         | 1976       | Broncos    | 2011         |
| CSU Fresno           | Fresno           | California    | 1965       | Bulldogs   | 2012         |
| Colorado State       | Fort Collins     | Colorado      | 1976       | Rams       | 1999         |
| Grand Canyon         | Phoenix          | Arizona       | 1981       | Antelopes  | 2025         |
| UN Las Vegas         | Las Vegas        | Nevada        | 1978       | Rebels     | 1999         |
| UN Reno              | Reno             | Nevada        | 1984       | Wolf Pack  | 2012         |
| New Mexico           | Albuquerque      | Nuovo Messico | 1975       | Lobos      | 1999         |
| San Diego State      | San Diego        | California    | 1976       | Aztecs     | 1999         |
| San José State       | San Jose         | California    | 1974       | Spartans   | 2013         |
| US Air Force Academy | Colorado Springs | Colorado      | 1976       | Falcons    | 1999         |
| Utah State           | Logan            | Utah          | 1976       | Aggies     | 2013         |
| Wyoming              | Laramie          | Wyoming       | 1972       | Cowgirls   | 1999         |

### Ex membri
| College         | Ingresso | Uscita |
| --------------- | -------- | ------ |
| Brigham Young   | 1999     | 2010   |
| Utah            | 1999     | 2010   |
| Texas Christian | 2005     | 2011   |

## Arene
| Squadre              | Arene                     | Capacità |
| -------------------- | ------------------------- | -------- |
| Boise State          | Bronco Gym                | 4 400    |
| CSU Fresno           | Save Mart Center          | 3 333    |
| Colorado State       | Moby Arena                | 8 745    |
| Grand Canyon         | Global Credit Union Arena | 7 200    |
| UN Las Vegas         | Cox Pavilion              | 2 452    |
| UN Reno              | Virginia Street Gym       | 1 000    |
| New Mexico           | Johnson Center Gymnasium  | 4 800    |
| San Diego State      | Peterson Gym              | 2 000    |
| San José State       | Spartan Gym               | 1 000    |
| US Air Force Academy | Cadet Gymnasium           | ?        |
| Utah State           | Wayne Estes Center        | 1 400    |
| Wyoming              | UniWyo Sports Complex     | 1 200    |

## Albo d'oro
| Anno          | Podio                          | Podio           | Podio                       |
| Campione      | Seconda                        | Terza           |                             |
| ------------- | ------------------------------ | --------------- | --------------------------- |
| 1999 Dettagli | Colorado State                 | Brigham Young   | -                           |
| 2000 Dettagli | Brigham Young                  | Colorado State  | -                           |
| 2001 Dettagli | Utah                           | Colorado State  | -                           |
| 2002 Dettagli | Utah                           | Brigham Young   | -                           |
| 2003 Dettagli | Colorado State                 | Utah            | -                           |
| 2004 Dettagli | Colorado State                 | Utah            | -                           |
| 2005 Dettagli | Utah                           | Brigham Young   | -                           |
| 2006 Dettagli | Colorado State                 | Utah            | -                           |
| 2007 Dettagli | UN Las Vegas                   | Utah            | -                           |
| 2008 Dettagli | Utah                           | Colorado State  | New Mexico                  |
| 2009 Dettagli | Colorado State                 | Texas Christian | New Mexico                  |
| 2010 Dettagli | Colorado State                 | New Mexico      | Utah                        |
| 2011 Dettagli | Colorado State                 | UN Las Vegas    | -                           |
| 2012 Dettagli | Colorado State San Diego State | -               | UN Las Vegas                |
| 2013 Dettagli | Colorado State                 | New Mexico      | Utah State                  |
| 2014 Dettagli | Colorado State                 | UN Las Vegas    | Wyoming                     |
| 2015 Dettagli | Colorado State                 | Boise State     | Wyoming                     |
| 2016 Dettagli | Boise State                    | Colorado State  | UN Las Vegas                |
| 2017 Dettagli | Colorado State                 | Wyoming         | Boise State San Diego State |
| 2018 Dettagli | Colorado State                 | CSU Fresno      | Wyoming                     |
| 2019 Dettagli | Colorado State                 | Wyoming         | UN Las Vegas                |
| 2020 Dettagli | UN Las Vegas                   | Boise State     | Colorado State              |
| 2021 Dettagli | Boise State                    | UN Las Vegas    | -                           |
| 2022 Dettagli | Utah State                     | San José State  | -                           |
| 2023 Dettagli | CSU Fresno                     | Colorado State  | -                           |
| 2024 Dettagli | Colorado State                 | San José State  | -                           |

## Palmarès
| Squadre         | Titoli | Stagioni                                                                                 |
| --------------- | ------ | ---------------------------------------------------------------------------------------- |
| Colorado State  | 15     | 1999, 2003, 2004, 2006, 2009, 2010, 2011, 2012, 2013, 2014, 2015, 2017, 2018, 2019, 2024 |
| Utah            | 4      | 2001, 2002, 2005, 2008                                                                   |
| UN Las Vegas    | 2      | 2007, 2020                                                                               |
| Boise State     | 2      | 2016, 2021                                                                               |
| Brigham Young   | 1      | 2000                                                                                     |
| San Diego State | 1      | 2012                                                                                     |
| Utah State      | 1      | 2022                                                                                     |
| CSU Fresno      | 1      | 2023                                                                                     |